# SV Germania Osijek
SV Germania bio je nogometni klub iz grada Osijeka. 

## Povijest
Zna se da je djelovala tijekom Drugoga svjetskog rata na području pod nadzorom osovinske Hrvatske. Svibnja 1942. odigrala je prijateljsku utakmicu protiv vinkovačke Sloge.